# Такароа
Такароа (фр. Takaroa) — атолл в архипелаге Туамоту (Французская Полинезия).

## География
Длина Такароа составляет около 24 км, ширина — 8 км. Атолл расположен в 8 км от Такапото.

## История
Открыт в 1616 году голландским путешественником Виллем Корнелис Схаутен. В 1765 году атоллы Такароа и Такапото получили название острова Кинг-Джордж (острова Короля Георга). На острове сохранилось большое количество сооружений, построенных древних полинезийцами, например, церемониальные площадки, или мараэ.

## Административное деление
Острова Такароа, Такапото и Тикеи образуют коммуну Такароа, которая входит в состав административного подразделения Туамоту-Гамбье.
| Остров или риф  | Площадь суши, км² | Площадь лагуны, км² | Население, чел. (2007) | Административный центр |
| --------------- | ----------------- | ------------------- | ---------------------- | ---------------------- |
| Такароа         | 20                | 93                  | 1105                   | Теавароа               |
| Такапото        | 15                | 85                  | 472                    | Факатонатере           |
| Тикеи           | 4                 | —                   | —                      | —                      |
| Коммуна Такароа | 39                | 178                 | 1577                   | Теавароа               |

## Население
В 2007 году численность населения Такароа составляла 1105 человека. Главное поселение — деревня Теавароа (Teavaroa), рядом с которой расположена взлётно-посадочная полоса.

## Экономика
Основными занятиями местных жителей являются рыболовство, вылов жемчуга. Развивается туризм.